# 关芳芳
关芳芳（1967年11月—），女，锡伯族，中华人民共和国政治人物。现任新疆察布查尔锡伯自治县教育局招考中心主任。第十三、十四届全国政协委员。